# Normandernas erövring av Syditalien
Normandernas erövring av Syditalien syftar på normandernas erövring av den sydligaste tredjedelen av den italienska halvön och av öarna Sicilien och Malta under 1000-talet.
Normandiska legosoldater blev sedan 1000-talets början ofta anställda i de många konflikter som pågick i Syditalien, som var ett splittrade gränsland mellan det katolska Norditalien, det grekisk-ortodoxa bysantinerna i Syditalien, och de muslimska saracenerna. Allteftersom normandiska legoarméer växte i inflytande började de etablera egna permanenta baser som styrdes som små stater. 
De bysantinsk-normandiska krigen i Syditalien 1059-1085 gjorde att normanderna fick stöd av den katolska världen mot de ortodoxa bysantinarna. Mellan 1061 och 1091 erövrade normandiska legosoldater Sicilien och etablerade grevskapet Sicilien. På 1130-talet kunde normanderna med påvens välsignelse förena Sicilien och Syditalien i det katolska kungariket Sicilien. 